# Betty Everett
Betty Everett (23. listopadu 1939 – 19. srpna 2001) byla americká soulová zpěvačka a pianistka, známá především svým největším hitem „Shoop Shoop Song (It In His Kiss)“, kterého se prodalo přes milión kusů, a duetem „Let It Be Me" s Jerrym Butlerem. „Shoop Shoop Song (It In His Kiss)“ nahrála i Cher.

## Životopis
Od 9 let hrála na klavír a zpívala gospely. V roce 1956 přestěhovala do Chicaga, aby zde mohla dále rozvíjet svůj talent. V Chicagu nahrávala pro menší společnosti, vč. Cobra a One-Derful. Spolupracovala s Magic Sam a Muddy Waters, stejně jako se skupinou The Daylighters. S podporou lovce talentů a producenta Calvina Cartera podepsala zpěvačka v roce 1963 smlouvu s Vee-Jay Records. Její singl „The Shoop Shoop Song (It’s in His Kiss)“, vydaný v roce 1964, jí přinesl největší popularitu. Po pádu Vee-Jay Records v roce 1966 pokračovala zpěvačka ve svých hudebních aktivitách a spolupracovala s různými nahrávacími společnostmi: Universal City Records, Fantasy Records. V 80. letech se přestěhovala do Beloitu a podílela se na činnostech v nadaci Rhythm & Blues Foundation a v kostele. Naposledy veřejně vystoupila v roce 2000 v televizním pořadu PBS Doo Wop 51. Zemřela 19. srpna 2001 v Beloit ve svém domě na 241 W. Grand Avenue.

## Diskografie

### Alba
- 1962: Betty Everett & Ketty Lester (with Ketty Lester)
- 1963: You're No Good (reissued in 1964 as It's in His Kiss) – Vee Jay
- 1964: Delicious Together (with Jerry Butler) – Vee Jay
- 1965: The Very Best of Betty Everett – Vee Jay
- 1968: I Need You So – UA/Sunset (reissued material)
- 1969: There'll Come a Time – Uni
- 1970: Betty Everett Starring
- 1974: Love Rhymes – Fantasy
- 1975: Happy Endings – Fantasy

### Kompilační alba
- 1964: The Very Best of Betty Everett
- 1969: Betty Everett and the Impressions (with The Impressions)
- 1993: The Shoop Shoop Song
- 1995: The Fantasy Years
- 1998: Best of Betty Everett: Let It Be Me
- 2000: The Shoop Shoop Song (It's in His Kiss)"

### Vybrané singly
- 1963: "The Prince of Players"
- 1963: "You're No Good" (US #51)
- 1964: "The Shoop Shoop Song (It's in His Kiss)" (US #6)(UK#31)
- 1964: "I Can't Hear You" (US #66)
- 1964: "Let It Be Me" (duet with Jerry Butler) (US #5)
- 1965: "Getting Mighty Crowded" (US #65)(UK #20)
- 1965: "Smile" (duet with Jerry Butler) (US #42)
- 1965: "I'm Gonna Be Ready" (US Cashbox R&B #41)
- 1969: "There'll Come a Time" (US #26, US R&B #2)
- 1969: "I Can't Say No to You" (US #78, US R&B #29)
- 1969: "It's Been a Long Time" (US #96, US R&B #17)
- 1970: "Unlucky Girl" (US R&B #46)
- 1970: "I Got to Tell Somebody" (US #96, US R&B #22)
- 1971: "Ain't Nothing Gonna Change Me" (US R&B #32)
- 1973: "Danger" (US R&B #79)
- 1974: "Sweet Dan" (US R&B #38)
- 1980: "Hungry for You"